# Monba
Pour la langue, voir Monba (langue).
Les Monpa (Momba, Monba) ( tibétain : མོན་པ།, Wylie : mon pa; hindi : मोनपा, translit. : mōnapā ; chinois simplifié : 门巴族 ; chinois traditionnel : 門巴族 ; pinyin : ménbàzú) sont un groupe ethnique proche des Tibétains vivant principalement dans l'Arunachal Pradesh, ainsi qu'au Tibet et au Bhoutan.
Le mot « Monpa » signifie « Peuple du Mon-yul », qui signifie « terre » en tibétain. Les Monpas partagent une grande affinité avec les Tibétains, les Sharchops, les Memba, Limbu et les Sherdukpen.

## Démographie et géographie
Environ 50 000 Monpas vivent dans les districts de Tawang et de Kamang occidental dans l'État de l'Arunachal Pradesh en Inde, districts dans lesquels ils représentent la majorité de la population.
Une partie du peuple monpa constitue l'un des 56 groupes ethniques reconnus par la République populaire de Chine avec une population de 10 561 personnes, selon le recensement de 2010, principalement dans le district de Cuona dans la région autonome du Tibet. C'est une augmentation de 20 % par rapport aux statistiques de 2003, où ils étaient 8 923.
Un nombre moins important de Monpas vit au Bhoutan (2 500).[réf. nécessaire]

## Histoire
Les légendes, chronologiques et archéologiques, mettent en évidence le fait que les Monpa furent les dirigeants d’un royaume nomade connu sous le nom de Monyul, ou de Lhomon, qui exista entre 500 av. J.-C. jusqu’à 600 apr. J.-C.
Le royaume de Monyul s’étendait de Tawang jusqu’au Bengale ouest, à l’Assam, couvrant une partie du Sikkim et aussi les plaines des Duars aux pieds de l’Himalaya. Avec la disparition du royaume de Monyul, les Monpa furent sous la suzeraineté du Tibet, bien que quelques chefferies Monpa se formèrent lorsque la puissance tibétaine n’était pas suffisamment forte dans la région. Un des grands restes des anciennes chefferies Monpa est le fort de Dirang construit aux alentours du XIe siècle pour se défendre contre les invasions des chefferies voisines.

## Langues
Les langues Monpas (il ne s'agit pas d'un terme généalogique) sont diverses et comprennent des langues très différentes, dont on distingue cinq groupes principaux.
Parmi les langues Monpa, on peut citer :
- Le Monpa de Motuo
- La langue Takpa (en) ou Monpa de Tawang.
- Le Monpa de Zemithang
- Le Monpa de Mago-Thingbu

Elles appartiennent pour la plupart au groupe tibéto-birman de la famille des langues sino-tibétaines et sont transcrites en écriture tibétaine. Le Monpa de Tawang fait partie du groupe des Langues bodiques orientales.
La langue 'Ole (en) (Monba des Montagnes noires) est un isolat des Montagnes noires, au Bhoutan des langues monba.

## Religion
La religion primitive des Monpa est le bön, mais aujourd'hui, ils sont en général des adeptes du bouddhisme tibétain (principalement école Gelug et parfois Nyingmapa) ou animiste[réf. nécessaire].
Les familles confectionnent souvent un autel bouddhiste avec une statue du Bouddha, des offrandes d’eau et de lumière (lampes à beurre de yak).
Le monastère de Tawang est le plus important, où les jeunes Monpa peuvent recevoir un enseignement bouddhiste.

## Culture
Les Monpa sont connus pour leurs sculptures sur bois, leurs peintures Thangka, leurs fabrications et tissages de tapis. Ils fabriquent du papier à partir de la pulpe de l’arbre Sukso de leur région. On trouve une presse dans le monastère de Tawang où sont imprimés de nombreux livres religieux pour les lamas monpa.
Les principales fêtes Monpa comprennent la moisson « Choskar », le Losar, l’Ajilamu et le Torgya. Durant le Losar (littéralement « nouvelle année » en tibétain), les Monpa font généralement un pèlerinage au monastère de Tawang.
Les lamas bouddhistes lisent les écritures religieuses dans les monastères pendant plusieurs jours durant le Choskar. Ensuite, les villageois se rendent dans leurs champs cultivés avec les sutras sur leur dos. Durant cette fête, les Monbas prient pour de bonnes récoltes et pour protéger leurs cultures contre les insectes et autres animaux.
À Tawang, les principales fêtes célébrées par les Monpas sont Losar, commun aux Tibétains et Torgya, et toutes les 3e année de Torgya, la fête de Dungyur.

### Musique
- Yunggiema (央吉玛) est une chanteuse chinoise de la minorité Memba (un sous-groupe des Monpas). Elle chante en mandarin, ainsi qu'en tibétain et monpa, comme dans la chanson traditionnelle monpa « Prière à la beauté éternelle » (en chinois 《祈禱永恆的美麗》), adaptation musicale du Saraswati Vandana Mantra (en)[7],[8], en l'honneur de la déesse hindouiste des arts et de la sagesse, Sarasvati.

Chansons Monba:
- Tensam est une chanson Monpa de Tawang, en Inde[9].
- Yar Yar La Tse[10]
- Ngoku Sem[11]
- Satha Ringpo!![12]

### Mode de vie et Habillement
(avril 2016).
Si vous disposez d'ouvrages ou d'articles de référence ou si vous connaissez des sites web de qualité traitant du thème abordé ici, merci de compléter l'article en donnant les références utiles à sa vérifiabilité et en les liant à la section « Notes et références ».
L’habit traditionnel des Monpa est similaire au chuba tibétain. Les hommes portent un chapeau de feutre avec des franges ou des pompons. Les femmes portent une veste et une chemise sans manches, entourant leurs reins avec une longue pièce étroite de tissu. Les bijoux comprennent des bagues en argent, des boucles d’oreilles en bambou plat, avec des perles rouges ou turquoise. On peut voir des gens portant des chapeaux avec une unique plume de faisan.
En raison du climat froid de l’Himalaya, les Monpa, comme la plupart des tribus bouddhistes, construisent leur maison en pierre et en planches de bois, avec fréquemment des portes et des fenêtres en bois sculpté. Le toit est fait d’un matage en bambou qui permet de garder la chaleur durant l’hiver. Une plateforme pour s’asseoir ainsi qu’un âtre sont fréquents.

## Politique
La société traditionnelle monpa est gérée par un conseil de six représentants connu sous le nom de Trukdri. Les membres de ce conseil sont appelés Kenpo, littéralement les abbés de Tawang. Les lamas ont aussi une position importante, car deux moines sont des Nyetsangs et deux autres sont des Dzongpon.

## Économie
Les Monpa pratiquent une culture de type permanent et itinérant. Le bétail comprend des yacks, des vaches, des cochons, et des volailles.
Les Monpa font de la culture en terrasse. Leurs cultures principales sont le riz, le maïs, le blé, la citrouille, les haricots, le tabac et le coton.

## Personnalités
Le 6e dalaï-lama, Tsangyang Gyatso, est originaire de l’ethnie Monpa de Tawang.
Les Draktse Rinpoché (ou Bratse) sont tous nés dans la communauté Monpa de Tawang. Sa dernière réincarnation, reconnue par le 14e dalaï-lama, Dawa Wangdi, fils de Pema Wangdi et de Sanju Rai, est né à Darjeeling.

### Vidéographie
- (en) (zh) « 央吉瑪 (Yunggiema) 蓮花祕境 西藏墨脫音樂紀錄片 / The Sacred Lotus », sur Youtube - documentaire sur la vie dans le village monba de Metok (墨脱, mòtuō) et sa culture, où est née et a grandi la chanteuse Yunggiema, et de ses environs.